# Gorgonidia harterti
Gorgonidia harterti är en fjärilsart som beskrevs av Rothschild 1909. Gorgonidia harterti ingår i släktet Gorgonidia och familjen björnspinnare. Inga underarter finns listade i Catalogue of Life.